# Kainsricht

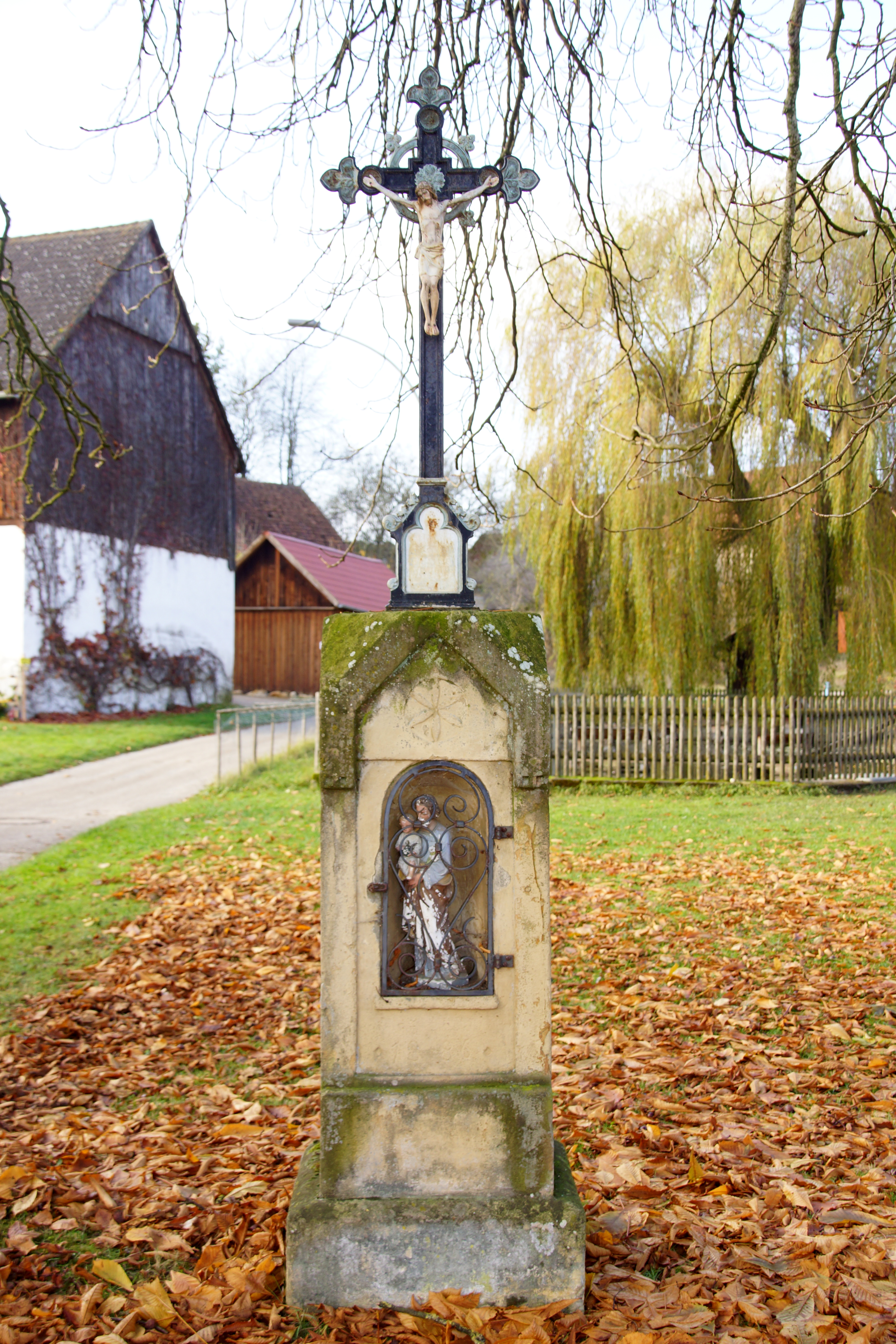
Bildstock in Kainsricht

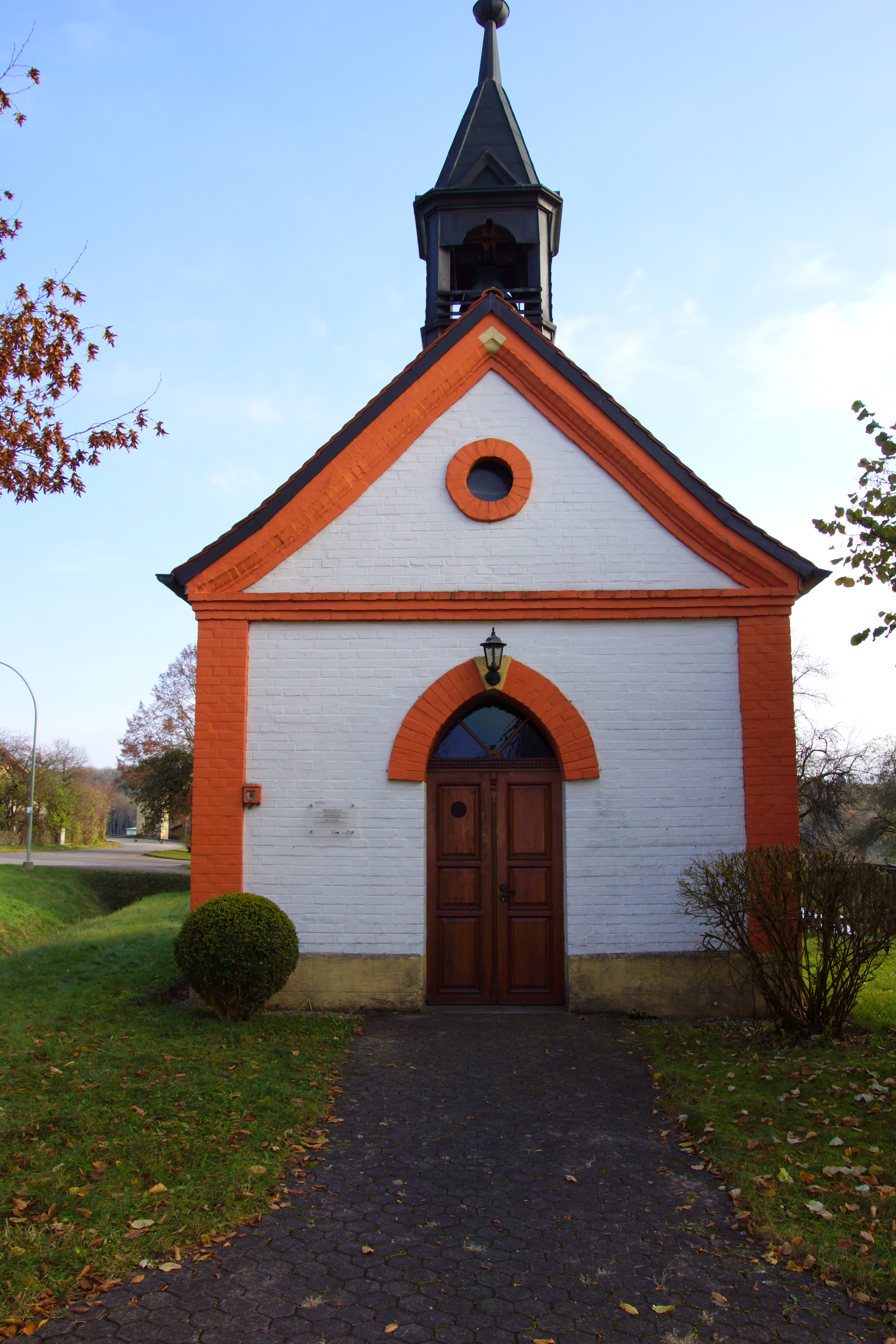
Kapelle St. Johannes (2016)

Kainsricht ist ein Gemeindeteil der Gemeinde Gebenbach im Landkreis Amberg-Sulzbach in der Oberpfalz in Bayern.

## Geografie
Das Dorf Kainsricht liegt naturräumlich im Anstieg des Vilstales zum Oberpfälzer Wald hin, direkt an der Bundesstraße 299 (Amberg–Freihung). Außerdem ist Kainsricht über Gebenbach an der Bundesstraße 14 (Hirschau-Sulzbach-Rosenberg) erreichbar. Der Ortskern von Kainsricht befindet sich auf einer Höhe von 442 m ü. NN

## Geschichte
Die erste urkundliche Erwähnung von Kainsricht als Cheunsriut mit zwölf Lehen, findet sich 1270 im Salbuch des Pfalzgrafen und Herzogs Ludwig. Die folgenden Schreibweisen des Dorfnamens waren „Cheunsriut“,  „Keinsrieth“ und „Keinsried“.
Etwa 200 m nordöstlich des Ortskernes befinden sich auf einer Fläche von 0,6 Hektar Bestattungsplätze vorgeschichtlicher Zeitstellung, die als Bodendenkmale geschützt sind.
Die Bayerische Uraufnahme zeigt Kainsricht in den 1810er Jahren als ein planmäßig angelegtes Straßendorf mit 12 Herdstellen. Die Gehöfte waren jeweils nur mit Wirtschaftsflächen kleiner als 0,5 ha ausgestattet und somit an die Scholle geknechtet. Der Dorfweiher und die Kapelle waren damals noch nicht vorhanden. Die mit der Nummer „13“ beschriebenen Flächen im Ortskern zählten zu der Allmende.
Die denkmalgeschützte Kapelle in Kainsricht ist ein dreiseitig geschlossener Ziegelbau mit Satteldach und einfacher Fassadengliederung. Der Baustil ist neugotisch und etwa um 1897 entstanden. Die Ausstattung umfasst einen Bildstock und ganz in der Nähe befindet sich ein reliefierter Sandsteinpfeiler mit einer Nischenfigur, die von einem mit 1886 datierten Gusseisenkreuz bekrönt ist.

### Bevölkerungsentwicklung
Die Einwohnerzahl von Kainsricht stagnierte in den vergangenen dreißig Jahren. Bereits 1987 war mit 81 Anwohnern ein Höchststand erreicht.

### Vereine
- Dorfgemeinschaft Kainsricht (gegründet am 6. März 2017)